# La Rosilla (Madrid)
La Rosilla era un antiguo poblado chabolista de Madrid.
Se encontraba en el kilómetro 1 de la carretera de Villaverde a Vallecas en el lado sur de la misma junto al polígono industrial de Vallecas y estaba formado principalmente por viviendas prefabricadas y cuyos moradores fueron procedían en su mayoría del desalojo del poblado chabolista de Los Focos en el distrito de San Blas. Pertenecía administrativamente al distrito de Villa de Vallecas y tenía como zonas urbanizadas más próximas tanto el polígono industrial como las viviendas del propio distrito a poca distancia, hecho que provocó la protesta de los vecinos del distrito que exigían su desmantelamiento. Durante la década de los 90 fue uno de los principales puntos de venta de droga de la Comunidad de Madrid junto con el próximo poblado de La Celsa.
Fue desmantelado en 2000 y actualmente sus terrenos se encuentran en el ámbito del Ensanche de Vallecas, concretamente en esta área se ha creado la zona conocida como el "Ecobulevar" formada por varios bloques de viviendas de protección oficial con 3 árboles artificiales y una central térmica de distrito que abastece de calefacción a toda la colonia. 
Tras su desmantelamiento, la mayor parte de la venta de droga del poblado se trasladó al próximo poblado marginal de Las Barranquillas, al cual se accedía desde el pk.2 de la carretera de Villaverde a Vallecas, hasta que fue desmantelado.
- Datos: Q5843259